# Manila Esposito
Manila Esposito (Boscotrecase, 2 november 2006) is een Italiaans toestelturnster. Op de Olympische Spelen in Parijs haalde ze de bronzen medaille op de balk en de zilveren medaille samen met het team. In 2024 haalde ze vier gouden medailles op de Europese kampioenschappen.

## Carrière
In 2022 werd ze zestien jaar en deed ze haar intrede in de professionele competitie. Ze haalde brons op meerkamp in de Italiaanse nationale kampioenschappen en werd geselecteerd om haar land te vertegenwoordigen op de wereldkampioenschappen in Liverpool samen met Alice D'Amato, Martina Maggio, Giorgia Villa en Veronica Mandriota. Het Italiaanse team werd vijfde.
In 2023 kwalificeerde ze zich op de Europese kampioenschappen voor de finales van balk, meerkamp en met het team. In de teamfinale haalde ze de zilveren medaille samen met Alice D'Amato, Asia D'Amato, Angela Andreoli, en Giorgia Villa. In de meerkampfinale werd ze twaalfde en op de balk haalde ze zilver na Sanne Wevers. Op het Wereldkampioenschap in datzelfde jaar werd ze vijfde met het Italiaanse team samen met Angela Andreoli, Arianna Belardelli, Alice D’Amato, en Elisa Iorio. In de meerkampfinale werd ze negende.
In 2024 deed ze opnieuw mee met de Europese kampioenschappen, samen met Alice D'Amato, Asia D'Amato, Angela Andreoli, en Elisa Iorio. Esposito won goud in de meerkampfinale, voor Alice D'Amato en Alice Kinsella. In de toestelfinales won ze nog twee gouden medailles: op vloer en op balk. Ten slotte won ze een vierde gouden medaille in de teamfinale.
Esposito was deel van het Italiaanse team op de Olympische Spelen Parijs samen met Alice D'Amato, Angela Andreoli, Elisa Iorio, en Giorgia Villa. Het team kwalificeerde zich voor de finale en individueel ging Esposito door naar de finales van meerkamp, balk en vloer. In de teamfinale wonnen de Italiaanse gymnastes zilver, waarmee ze hun beste resultaat in de honderdjarige geschiedenis van de (moderne) Olympische Spelen evenaarden. In de meerkampfinale werd Esposito veertiende. Op de laatste dag haalde ze brons in de balkfinale, na het goud van landgenote D'Amato en het zilver van Zhou Yaqin, en werd ze negende in de vloerfinale na een val.
Op de Europese kampioenschappen in 2025 behaalde het Italiaanse team goud met Esposito, Alice D'Amato, Giulia Perotti, Emma Fioravanti, en Sofia Tonelli. In de individuele meerkampfinale verdedigde ze met succes haar titel en haalde ze goud. Voor het eerst werd er een gemengde competitie georganiseerd, waarbij Esposito een team vormde met Lorenzo Casali. Ze haalden de bronzen medaille, na het Duitse en het Britse team. Daarnaast kwalificeerde ze zich voor de toestelfinales van brug, balk en vloer. Zowel op brug en balk incasseerde ze een val, maar op vloer deed ze het wel goed en eindigde ze met zilver, na Ana Barbosu.

## Resultaten
| Jaar | Plaats                         | Resultaten                                            |
| ---- | ------------------------------ | ----------------------------------------------------- |
| 2022 | Wereldkampioenschap Liverpool  | 5e team                                               |
| 2023 | Europees kampioenschap Antalya | team · balk · 12e meerkamp                            |
| 2023 | Wereldkampioenschap Antwerpen  | 5e team 9e meerkamp                                   |
| 2024 | Europees kampioenschap Rimini  | meerkamp · vloer · balk · team                        |
| 2024 | Olympische Spelen Parijs       | team · balk · 9e vloer · 14e meerkamp                 |
| 2025 | Europees kampioenschap Leipzig | meerkamp · team · vloer · gemengd · 7e balk · 9e brug |

1957: Larissa Latynina ·
1959: Natalia Kot ·
1961: Larissa Latynina ·
1963: Mirjana Bilić ·
1965: Věra Čáslavská ·
1967: Věra Čáslavská ·
1969: Karin Büttner-Janz ·
1971: Ljoedmila Toerisjtsjeva / Tamara Lazakovich ·
1973: Ljoedmila Toerisjtsjeva ·
1975: Nadia Comăneci ·
1977: Nadia Comăneci·
1979: Nadia Comăneci ·
1981: Maxi Gnauck ·
1983: Olga Bicherova ·
1985: Jelena Sjoesjoenova ·
1987: Daniela Silivaș ·
1989: Svetlana Boginskaja ·
1990: Svetlana Boginskaja ·
1992: Tetjana Goetsoe ·
1994: Gina Gogean ·
1996: Lilija Podkopajeva ·
1998: Svetlana Chorkina ·
2000: Svetlana Chorkina ·
2002: Svetlana Chorkina ·
2004: Alina Kozich ·
2005: Marine Debauve ·
2007: Vanessa Ferrari ·
2009: Ksenia Semyonova ·
2011: Anna Dementjeva ·
2013: Alia Moestafina ·
2015: Giulia Steingruber ·
2017: Ellie Downie ·
2019: Mélanie de Jesus dos Santos ·
2021: Viktoria Listoenova ·
2022: Asia D'Amato ·
2023: Jessica Gadirova ·
2024: Manila Esposito ·
2025: Manila Esposito
1957: Larissa Latynina ·
1959: Polina Astachova ·
1961: Larissa Latynina ·
1963: Mirjana Bilić ·
1965: Věra Čáslavská ·
1967: Věra Čáslavská ·
1969: Olga Karasyova ·
1971: Ljoedmila Toerisjtsjeva ·
1973: Ljoedmila Toerisjtsjeva ·
1975: Nelli Kim ·
1977: Maria Filatova / Elena Mukhina ·
1979: Nadia Comăneci ·
1981: Maxi Gnauck ·
1983: Olga Bicherova / Ecaterina Szabo ·
1985: Jelena Sjoesjoenova ·
1987: Daniela Silivaș ·
1989: Svetlana Boginskaja / Daniela Silivaș ·
1990: Svetlana Boginskaja ·
1992: Gina Gogean ·
1994: Lilija Podkopajeva ·
1996: Lavinia Miloșovici / Lilija Podkopajeva ·
1998: Svetlana Chorkina / Corina Ungureanu ·
2000: Ludivine Furnon ·
2002: Alona Kvasha ·
2004: Cătălina Ponor ·
2005: Isabelle Severino ·
2006: Sandra Izbașa ·
2007: Vanessa Ferrari ·
2008: Sandra Izbașa ·
2009: Beth Tweddle ·
2010: Beth Tweddle ·
2011: Sandra Izbașa ·
2012: Larisa Iordache] ·
2013: Ksenia Afanasjeva ·
2014: Vanessa Ferrari / Larisa Iordache ·
2015: Ksenia Afanasjeva ·
2016: Giulia Steingruber ·
2017: Angelina Melnikova ·
2018: Mélanie de Jesus dos Santos ·
2019: Mélanie de Jesus dos Santos ·
2020: Larisa Iordache ·
2021: Jessica Gadirova ·
2022: Jessica Gadirova ·
2023: Jessica Gadirova ·
2024: Manila Esposito
1957: Larissa Latynina ·
1959: Polina Astachova ·
1961: Polina Astachova ·
1963: Thea Belmer ·
1965: Věra Čáslavská ·
1967: Věra Čáslavská ·
1969: Karin Büttner-Janz ·
1971: Tamara Lazakovitsj ·
1973: Ljoedmila Toerisjtsjeva ·
1975: Nadia Comăneci ·
1977: Comăneci / Mukhina ·
1979: Elena Mukhina ·
1981: Maxi Gnauck ·
1983: Ecaterina Szabo ·
1985: Gnauck / Sjoesjoenova ·
1987: Daniela Silivaș ·
1989: Henrietta Ónodi ·
1990: Boginskaja / Kalinina / Pașca ·
1992: Tetjana Goetsoe ·
1994: Svetlana Chorkina ·
1996: Amânar / Chorkina / Podkopajeva ·
1998: Svetlana Chorkina ·
2000: Svetlana Chorkina ·
2002: Svetlana Chorkina ·
2004: Svetlana Chorkina ·
2005: Émilie Le Pennec ·
2006: Beth Tweddle ·
2007: Dariya Zgoba ·
2008: Ksenia Semyonova ·
2009: Beth Tweddle ·
2010: Beth Tweddle ·
2011: Beth Tweddle ·
2012: Viktoria Komova ·
2013: Alia Moestafina ·
2014: Rebecca Downie ·
2015: Daria Spiridonova ·
2016: Rebecca Downie ·
2017: Nina Derwael ·
2018: Nina Derwael ·
2019: Anastasia Ilyankova ·
2020: Zsófia Kovács ·
2021: Angelina Melnikova ·
2022: Elisabeth Seitz ·
2023: Alice D'Amato ·
2024: Alice D'Amato ·
2025: Nina Derwael